# Alexander Schmidt-Michelsen
Alexander Schmidt-Michelsen (* 5. November 1859 in Leipzig; † 20. November 1908 ebenda) war ein deutscher Landschafts- und Genremaler.

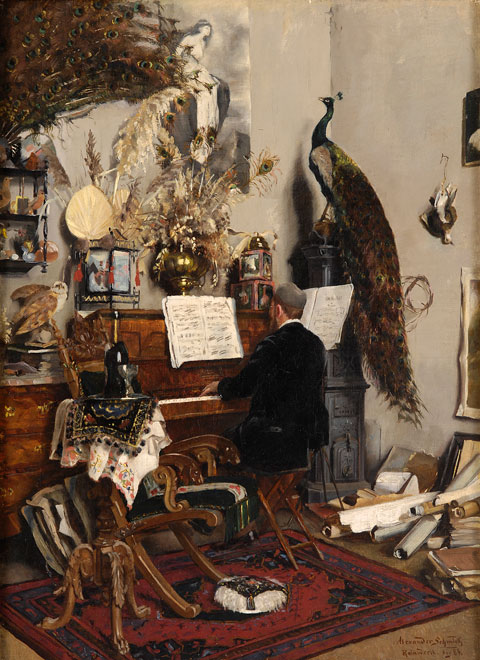
Mußestunde, 1884

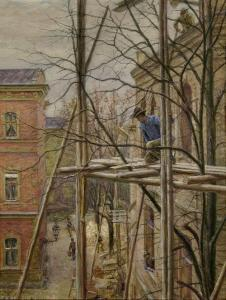
Leipziger Strassenszene, 1895

## Leben
Schmidt-Michelsen war der Sohn eines Leipziger Bankiers namens Schmidt und dessen Ehefrau Anna Leopoldine, geb. Michelsen. Er begann seine Ausbildung 1879 mit einem Studium an der Akademie der bildenden Künste München. In den 1890er Jahren setzte er seine Studien fort als Schüler von William Adolphe Bouguereau und Tony Robert-Fleury an der Académie Julian in Paris. Nach seiner Studienzeit war er in Berlin ansässig. Schmidt-Michelsen betätigte sich vorwiegend als Landschafts- und Genremaler. Ab 1886 war er mit seinen Werken auf den Ausstellungen der Berliner Akademie, den Großen Berliner Kunstausstellungen und im Münchner Glaspalast vertreten. Er war Mitglied in der Gesellschaft Deutscher Aquarellisten und Ehrenmitglied der belgischen Société royale belge des aquarellistes.
Schmidt-Michelsens Schwester Annette Thekla Schmidt (1864–1918) war verheiratet mit Paul Jakob Kees (1851–1906), einem Nachkommen des Johann Jakob Kees, Leipziger Handelsherr und kursächsischer Oberpostmeister.